# Neuenhinzenhausen
Neuenhinzenhausen ist ein Ortsteil des Marktes Altmannstein im Schambachtal im oberbayerischen Landkreis Eichstätt.

## Lage

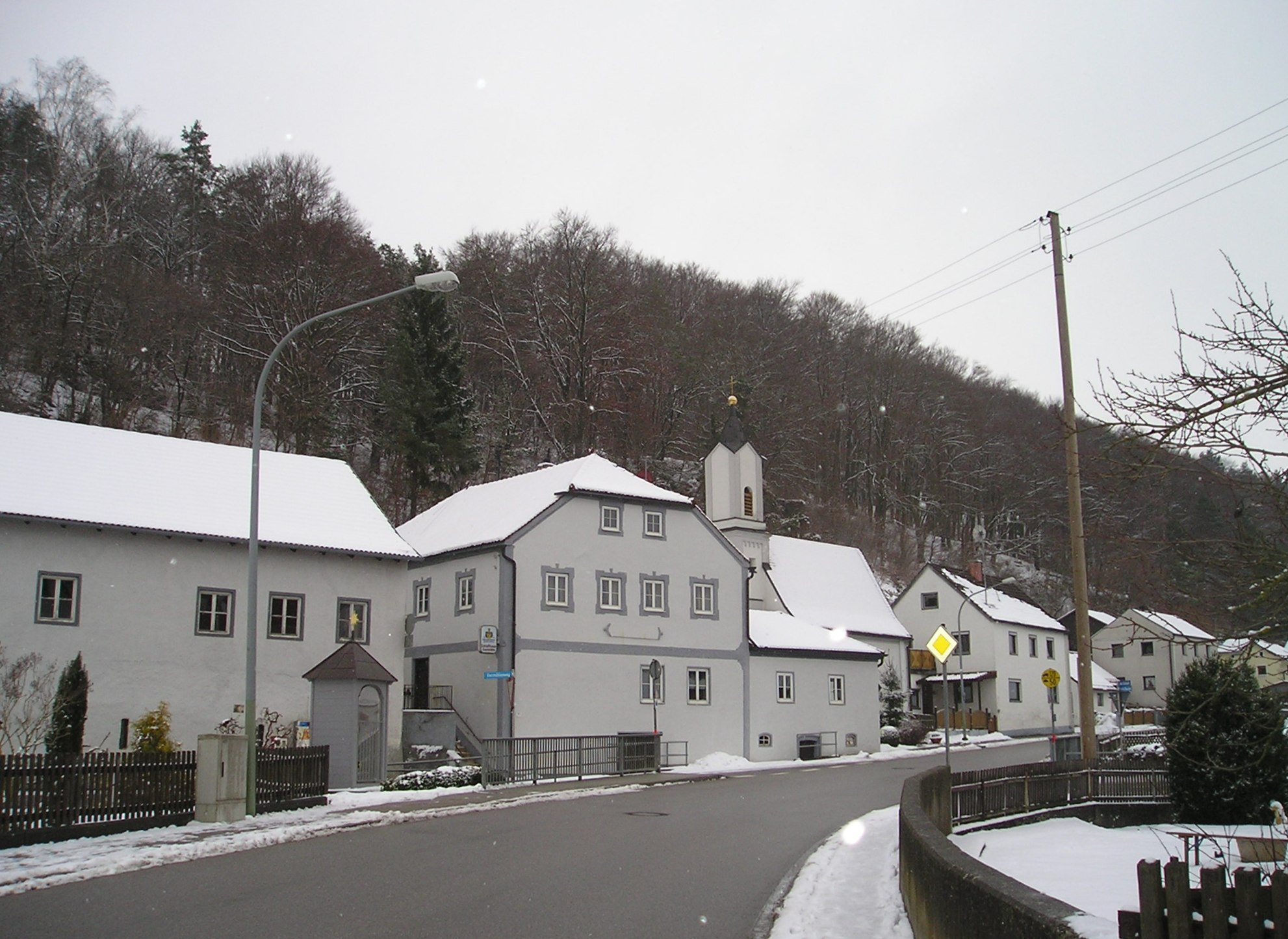
Neuenhinzenhausen im Januar 2011

Das Kirchdorf Neuenhinzenhausen liegt an der Straße zwischen Sandersdorf und Sollern auf der südlichen Frankenalb in einer Talsenke. Durch den Ort fließt die Schambach. Von der B 299 geht in Sandersdorf eine über Neuenhinzenhausen nach Altmannstein führende Straße ab.

## Geschichte

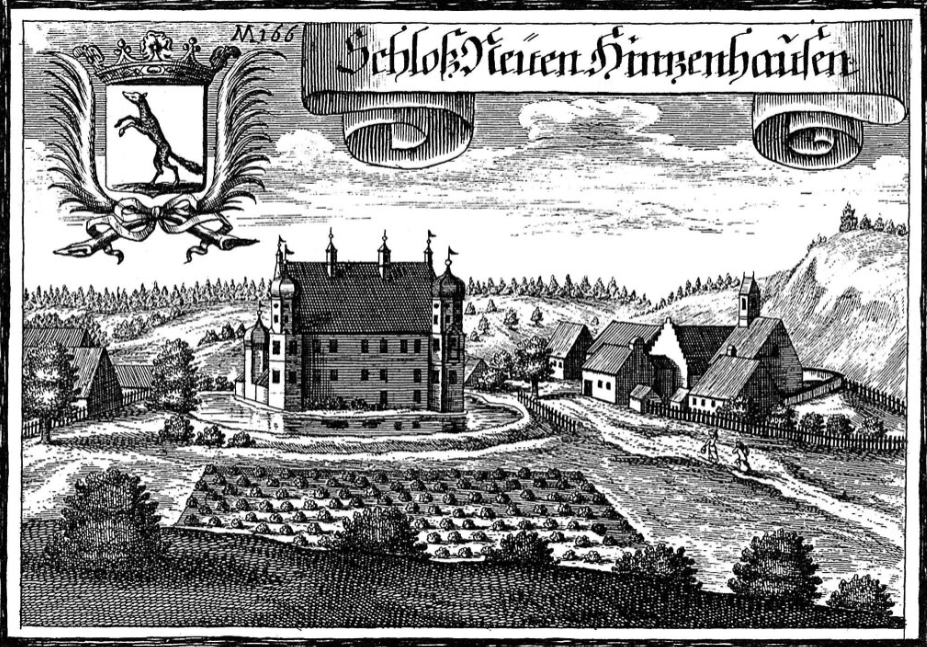
Schloss Neuenhinzenhausen nach einem Stich von Michael Wening (1726)

Im Jahre 1353 wurde der Ort mit der Namensnennung eines Jakob Hinzenhauser erstmals urkundlich erwähnt. Hatte dieses Geschlecht zunächst eine Höhenburg inne, so siedelte es in der Mitte des 16. Jahrhunderts in das Tal hinab und errichtete sich ein Wasserschloss Neuenhinzenhausen. Von da ab gab es ein „Neuenhinzenhausen“ am neuen Herrschaftssitz und „Altenhinzenhausen“ am früheren Sitz. Die Schlossherren hatten Besitz unter anderem in Engelbrechtsmünster. Von 1557 bis 1780 waren die Muggenthaler Eigentümer des Schlosses. Danach gehörten der Ort und das Schloss den Freiherrn von Bassus, die auf Schloss Sandersdorf saßen.
Im Dreißigjährigen Krieg wurde Neuenhinzenhausen anders als seine Nachbarorte nicht zerstört, da ein Jäger mit einigen Kumpanen die schwedischen Soldaten von der Plünderung und Vernichtung des Ortes abgehalten haben soll. 1866 wurde das Wasserschloss wegen Baufälligkeit abgerissen; seine Wassergräben wurden in der Mitte des 20. Jahrhunderts eingeebnet.
Am 1. April 1929 wurde ein Teil der bis dahin selbständigen Gemeinde Sollern eingegliedert. 1939 hatte die Gemeinde 325 Einwohner. Als die Ortskirche St. Walburga 1957/58 renoviert wurde, entdeckte man Fresken aus dem 16. oder 17. Jahrhundert. Am 1. Januar 1972 wurde Neuenhinzenhausen im Zuge der bayerischen Gebietsreform ein Teil des Marktes Altmannstein. 2009 wurde an der Schambachbrücke eine neue Kapelle mit einer Johannes von Nepomuk-Statue von 1750 eingeweiht.

## Vereine
- Kleintierzüchterverein
- Gemütlichkeitsverein Neuenhinzenhausen/Sollern
- Schnupfclub
- Obst- und Gartenbauverein Neuenhinzenhausen
- Freiwillige Feuerwehr Neuenhinzenhausen/Sollern e. V.

## Verschiedenes
Durch den Ort führt der Deutsche Limes-Radweg. Dieser  folgt dem Obergermanisch-Raetischen Limes über 818 km von Bad Hönningen am Rhein nach Regensburg an der Donau.
Auch die Deutsche Limes-Straße verläuft durch den Ort.
Der Limeswanderweg streift den nördlichen Ortsrand von Neuenhinzenhausen.